# 沈有鼎
沈有鼎（1909年—1989年），字公武，上海市人，中国逻辑学家、哲学家、教育家。

## 生平
祖籍江蘇吳縣。中学时对逻辑学有兴趣，就讀清华大學，師從金岳霖，曾因不參加早操，被記七次小過，差點被开除学籍。1929年毕业于清华大学哲学系。同年考取公费留美，1931年获哈佛大学硕士学位。精通數理邏輯。历任清华大学教授、北京大学教授。抗战初期，沈有鼎在南岳衡山，和闻一多、吴宓、钱穆共居一室，“平日皆孤僻寡交游”。沈常喃喃自语，經常被吳宓斥責。吴宓對沈的印象極差，認為“其为人极可鄙。毫无情感，不讲礼貌。衣污且破，服装如工人。饭时则急食抢菜，丑态毕宣。置父与妻于不顾，而惟事积钱。”。沈本人先後留美、留德，懂英、德、法、俄及拉丁、希腊等多國语言，对《墨经》有極深入之見解。1954年在光明日报上连载《墨辩的逻辑学》。文化大革命期間，在河南息县五七干校勞動，沈有鼎生活不能自理，有事還要寫信問妻子，走路緩慢而沉重，“好像永遠在思考學問”。
1989年去世。

## 著作
著有《有集類的類悖論》、《兩個語義悖論》等。